# Wereldkampioenschappen openwaterzwemmen 2024
De wereldkampioenschappen openwaterzwemmen 2024 werden van 3 tot en met 8 februari 2024 gehouden in de oude haven van Doha, Qatar. Het toernooi was onderdeel van de wereldkampioenschappen zwemsporten 2024.

## Programma
| Onderdeel       | februari | februari | februari | februari | februari | februari | februari |
| Onderdeel       | 3        | 4        | 5        | 6        | 7        | 8        |          |
| --------------- | -------- | -------- | -------- | -------- | -------- | -------- | -------- |
| 10 km (m)       |          | Goud     |          |          |          |          |          |
| 05 km (m)       |          |          |          |          | Goud     |          |          |
|                 |          |          |          |          |          |          |          |
| 10 km (v)       | Goud     |          |          |          |          |          |          |
| 05 km (v)       |          |          |          |          | Goud     |          |          |
|                 |          |          |          |          |          |          |          |
| Landenwedstrijd |          |          |          |          |          | Goud     |          |
| Totaal          | 1        | 1        |          | 2        |          | 1        |          |

## Medailles

### Mannen
| Onderdeel | Goud                        | Goud      | Zilver                         | Zilver    | Brons                             | Brons     |
| --------- | --------------------------- | --------- | ------------------------------ | --------- | --------------------------------- | --------- |
| 05 km     | Logan Fontaine Frankrijk    | 51.29,3   | Marc-Antoine Olivier Frankrijk | 51.29,6   | Domenico Acerenza Italië          | 51.30,0   |
| 10 km     | Kristóf Rasovszky Hongarije | 1:48.21,2 | Marc-Antoine Olivier Frankrijk | 1:48.23,6 | Hector Pardoe Verenigd Koninkrijk | 1:48.29,2 |

### Vrouwen
| Onderdeel | Goud                            | Goud      | Zilver                    | Zilver    | Brons                      | Brons     |
| --------- | ------------------------------- | --------- | ------------------------- | --------- | -------------------------- | --------- |
| 05 km     | Sharon van Rouwendaal Nederland | 57.33,9   | Chelsea Gubecka Australië | 57.35,0   | Ana Marcela Cunha Brazilië | 57.36,8   |
| 10 km     | Sharon van Rouwendaal Nederland | 1:57.26,8 | María de Valdés Spanje    | 1:57.26,9 | Angélica André Portugal    | 1:57.28,2 |

### Gemengd
| Onderdeel       | Goud                                                              | Goud      | Zilver                                                                            | Zilver    | Brons                                                                   | Brons     |
| --------------- | ----------------------------------------------------------------- | --------- | --------------------------------------------------------------------------------- | --------- | ----------------------------------------------------------------------- | --------- |
| Landenwedstrijd | Australië Moesha Johnson Chelsea Gubecka Nicholas Sloman Kyle Lee | 1:03.28,0 | Italië Giulia Gabbrielleschi Arianna Bridi Gregorio Paltrinieri Domenico Acerenza | 1:03.28,2 | Hongarije Bettina Fábián Mira Szimcsák Dávid Betlehem Kristóf Rasovszky | 1:04.06,8 |

### Medaillespiegel
| Plaats | Land                | Goud | Zilver | Brons | Totaal |
| 1      | Nederland           | 2    | 0      | 0     | 2      |
| 2      | Frankrijk           | 1    | 2      | 0     | 3      |
| 3      | Australië           | 1    | 1      | 0     | 2      |
| 4      | Hongarije           | 1    | 0      | 1     | 2      |
| 5      | Italië              | 0    | 1      | 1     | 2      |
| 6      | Spanje              | 0    | 1      | 0     | 1      |
| 7      | Brazilië            | 0    | 0      | 1     | 1      |
| 7      | Verenigd Koninkrijk | 0    | 0      | 1     | 1      |
| 7      | Portugal            | 0    | 0      | 1     | 1      |
| Totaal | Totaal              | 5    | 5      | 5     | 15     |

Klifduiken · Openwaterzwemmen · Schoonspringen · Synchroonzwemmen · Waterpolo · Zwemmen
Perth 1991 · 
Rome 1994 · 
Perth 1998 · 
Honolulu 2000 · 
Fukuoka 2001 · 
Sharm el-Sheikh 2002 · 
Barcelona 2003 · 
Dubai 2004 · 
Montréal 2005 · 
Napels 2006 · 
Melbourne 2007 · 
Sevilla 2008 · 
Rome 2009 · 
Roberval 2010 · 
Shanghai 2011 · 
Barcelona 2013 · 
Kazan 2015 · 
Boedapest 2017 · 
Gwangju 2019 · 
Boedapest 2022 · 
Fukuoka 2023 · 
Doha 2024